# Élections à Maubourguet
Cette page recense les résultats de l'ensemble des votes, élections et référendums ayant eu lieu dans la commune de Maubourguet (Hautes-Pyrénées) depuis 2002.

## Élections présidentielles, résultats des deuxièmes tours
- Élection présidentielle de 2002 : 85,87 % pour Jacques Chirac (RPR), 14,13 % pour Jean-Marie Le Pen (FN), 83,29 % de participation[1].
- Élection présidentielle de 2007 : 41,44 % pour Nicolas Sarkozy (UMP), 58,56 % pour Ségolène Royal (PS), 87,95 % de participation[2].
- Élection présidentielle de 2012 : 60,69 % pour François Hollande (PS), 39,31 % pour Nicolas Sarkozy (UMP), 83,19 % de participation[3].
- Élection présidentielle de 2017 : 62,52 % pour Emmanuel Macron (LREM), 37,48 % pour Marine Le Pen (RN), 77,56 % de participation[4].

## Élections législatives, résultats des deuxièmes tours
- Élections législatives de 2002 : 31,31 % pour Pierre Lagonelle (UMP), 33,49 % pour Jean Glavany (PS), 69,00 % de participation[5].
- Élections législatives de 2007 : 69,50 % pour Jean Glavany (PS), 30,50 % pour Christine Rabaud-Carrie (UMP), 67,86 % de participation[6].
- Élections législatives de 2012 : 68,27 % pour Jeanine Dubié (PRG), 31,73 % pour Pierre-Marie Charvoz (UMP), 55,08 % de participation[7].
- Élections législatives de 2017 : 50,00 % pour Jeanine Dubié (PRG), 50,00 % pour Marie-Agnès Staricky (REM), 42,46 % de participation[8].

## Élections cantonales et départementales
- Élections cantonales de 2004 : 69,13 % pour Jean Guilhas (PS), 13,23 %, pour Nicolas Weibel (UMP), 6,77 % pour Michèle Fau (FN), 10,87 % pour André Dantin (PC), 72,75 % de participation[9].
- Élections cantonales de 2011 : 71,84 % pour Jean Guilhas (PS), 14,03 % pour Christian Cambourg (PC), 14,13 % pour Jean-Pierre Etienne (FN), 58,97 % de participation[10].
- Élections départementales de 2015 : 74,89 % pour Christiane Autigeon et Véronique Jean Guilhas (PS), 25,11 % pour Brigitte Buisan et Paul Loncan (FN), 56,09 % de participation[11].
- Élections départementales de 2021 : 65,15 % pour Fréderic Ré et Véronique Thirault (DVG), 18,04 % pour Marie-Christine Sorin et Bruno Vinceneau (RN), 34,12 % de participation[12].

## Élections municipales
- Élections municipales de 2008[Note 1] : 72,45 % de participation[13].
- Élections municipales de 2014[Note 2] : 836 voix (100,00 % des exprimés) pour la liste « Maubourguet Progrès » conduite par Jean Nadal ; 65,17 % de participation[14].

- Élections municipales de 2020[Note 3] : 485 voix (56,26 % des exprimés) pour la liste « Maubourguet Progrès » conduite par Jean Nadal ; 377 voix (43,73 % des exprimés) pour la liste « Agir avec vous pour Maubourguet » conduite par Mireille Baradat ; 55,50 % de participation[15].